# الدینووا دو گوالادجارا
الدینووا دو گوالادجارا (به اسپانیایی: Aldeanueva de Guadalajara) یک شهرستان در اسپانیا است که در استان گوادالاخارا واقع شده‌است.